# Ridkiwzi
Ridkiwzi (ukrainisch Рідківці; russisch Редковцы Redkowzy, rumänisch Rarancea, deutsch (bis 1918) Rarancze) ist ein Dorf im Zentrum der ukrainischen Oblast Tscherniwzi mit etwa 4500 Einwohnern (2018).

## Lage
Das Dorf liegt an der Territorialstraße T–26–03 und am Ufer des Hukiw (Гуків), einem 29 km langen Nebenfluss des Pruth, 30 km nordwestlich vom ehemaligen Rajonzentrum Nowoselyzja und 14 km nordöstlich vom Stadtzentrum der Oblasthauptstadt Czernowitz.

## Verwaltung
Am 2. August 2017 wurde das Dorf ein Teil neu gegründeten Landgemeinde Mahala im Rajon Nowoselyzja, bis dahin bildete es die Landratsgemeinde Ridkiwzi (Рідківська сільська рада/Ridkiwska silska rada) im Westen des Rajons.
Seit dem 17. Juli 2020 ist der Ort ein Teil des Rajons Tscherniwzi.

## Geschichte
Im Ersten Weltkrieg kam es bei Ridkiwzi zu Kämpfen von k.u.k. Einheiten unter dem Kommando von Ferdinand Scholz gegen russische Truppen, wobei letztere am 9. Mai 1915 in einem Nachtgefecht zurückgeschlagen werden konnten.

## Persönlichkeiten
In Dorf lebte die Schriftstellerin, Ethnographin und Aktivistin Jewhenija Jaroschynska (Євгенія Іванівна Ярошинська, 1868–1904) und 1968 kam der ukrainische Sänger Iwan Krassowskyj (Іван Красовський) in Ridkiwzi zur Welt.